# Brachyhesma monteithae
Brachyhesma monteithae là một loài Hymenoptera trong họ Colletidae. Loài này được Exley mô tả khoa học năm 1975.